# Filtre céramique
Pour les articles homonymes, voir Filtre.
 (décembre 2017).
Si vous disposez d'ouvrages ou d'articles de référence ou si vous connaissez des sites web de qualité traitant du thème abordé ici, merci de compléter l'article en donnant les références utiles à sa vérifiabilité et en les liant à la section « Notes et références ».
Un filtre céramique est un filtre électronique capable de résonner sur une fréquence fixe. Il est constitué d'une céramique spéciale, qui est souvent le titanate de zirconium.
La fréquence de résonance du filtre, et sa bande passante, sont déterminées par la nature, la surface et l'épaisseur du matériau résonnant.

## Présentation
Un filtre céramique généralement comporte 3 broches : l'entrée (E), la masse (M) et la sortie (S). Sur certains modèles, l'entrée est repérée par un point rouge. Le signal d'entrée est injecté entre E et M, le signal de sortie est pris entre S et M.
Il existe aussi des modèles à deux broches (comme les quartz) et filtres à éléments multiples, ce qui permet d'avoir une plus grande sélectivité.

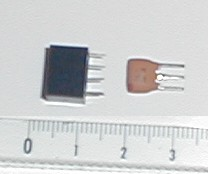
Filtres céramique 455 kHz à 6 éléments (à gauche) et filtre céramique 10,7 MHz (à droite).

Le fonctionnement d'un filtre céramique est assez similaire à un filtre à quartz.

## Utilisation
Les filtres céramique sont utilisés dans pratiquement tous les récepteurs radio de type superhétérodyne, dans l'amplificateur à fréquence intermédiaire, parce qu'ils sont compacts, précis et économiques (environ 50 centimes d'euro).
On les trouve aussi dans les magnétoscopes, les téléphones, les télécommandes.
Les filtres céramique usuels sont :
- les filtres 455 kHz pour la réception radio des ondes PO, GO et OC en modulation d'amplitude (avec une bande passante de l'ordre de 2 kHz à 35 kHz),
- les filtres 5,5 MHz pour la réception du son de la télévision en modulation d'amplitude,
- les filtres 10,7 MHz pour la réception radio en modulation de fréquence, dans la bande FM 88 MHz-108 MHz (avec une bande passante de l'ordre de 200 kHz)

Ils sont généralement utilisés en association avec les transformateurs FI, car les filtres céramique ont, comme les quartz, la propriété de résonner à des fréquences multiples de la fréquence de résonance, alors que les transformateurs FI n'ont pas ce défaut, mais sont assez peu sélectifs.

## Fabricants
Le fabricant le plus connu est la société Murata, dont le catalogue comporte plusieurs dizaines de modèles.